# Jurgen Wielart
Jurgen Wielart (* 17. Januar 1992) ist ein niederländischer Leichtathlet, der im Sprint und im Mittelstreckenlauf an den Start geht. Sein Vater Ruud Wielart war ebenfalls als Leichtathlet aktiv.

## Sportliche Laufbahn
Erste internationale Erfahrungen sammelte Jurgen Wielart im Jahr 2011, als er bei den Junioreneuropameisterschaften in Tallinn mit der niederländischen 4-mal-400-Meter-Staffel in 3:12,09 min den siebten Platz belegte. 2013 belegte er bei den U23-Europameisterschaften in Tampere in 46,35 s den fünften Platz im 400-Meter-Lauf und verhalf der Staffel mit 3:07,27 min zum Finaleinzug. 2021 startete er dann im 800-Meter-Lauf bei den Halleneuropameisterschaften in Toruń und schied dort mit 1:50,65 min in der ersten Runde aus.
2013 wurde Wielart niederländischer Meister im 400-Meter-Lauf sowie 2018 über 800 Meter.

## Persönliche Bestleistungen
- 400 Meter: 45,83 s, 21. Juli 2013 in Amsterdam
  - 400 Meter (Halle): 48,20 s, 5. Januar 2013 in Apeldoorn
- 800 Meter: 1:47,69 min, 18. Juli 2020 in Arnhem
  - 800 Meter (Halle): 1:48,16 min, 21. Februar 2021 in Apeldoorn